# Francisco Rafael del Valle Canseco
Francisco Rafael del Valle Canseco (Ciudad de México, 1937) es un ingeniero químico, catedrático, académico e investigador mexicano que se ha especializado en la tecnología de alimentos.

## Estudios y docencia
Comenzó a realizar sus estudios profesionales en la Escuela Superior de Ingeniería Química e Industrias Extractivas del Instituto Politécnico Nacional (IPN), se trasladó a Massachusetts para ingresar al Instituto Tecnológico de Massachusetts (MIT) en donde obtuvo una licenciatura en Química con especialidad en Ingeniería Bioquímica e Ingeniería Química y un doctorado en Ciencia y Tecnología de Alimentos. Impartió cátedra en diversas instituciones pero especialmente en su alma mater.

## Investigador y académico
Ha sido miembro de la Academia Nacional de Ingeniería y de la Academia de la Investigación Científica. Colaboró para el Centro de Investigación Tecnológica del Estado de Chihuahua. Entre sus proyectos destacan un método para conservar los productos marinos con la finalidad de mantener sus cualidades nutritivas y la producción de tortillas de maíz combinadas con soya para obtener una nixtamalización con mayores proteínas.

## Estudios publicados
- The Attempted Synthesis and Resolution of 2-phenyl-1acenaphtenol, en 1954.
- A Study of Citric Acid Production with Irradiated Cultures of Aspergillus Niger, en 1956.
- Factors Affecting the Salting and Drying of Animal Muscle Tissues, en 1965.

## Premios y distinciones
- Premio Nacional de Ciencias y Artes en el área de Tecnología y Diseño por la Secretaría de Educación Pública en 1977.
- Premio de Ciencia y Tecnología por el Banco Nacional de México (Banamex).